# Laidback Luke
Laidback Luke (echte naam Lucas Cornelis van Scheppingen, Manilla, 22 oktober 1976) is een Nederlands diskjockey, producer en vechtkunstenaar. Luke treedt vaak op in het buitenland en heeft samen met onder anderen Steve Angello (van Swedish House Mafia) verschillende tracks gemaakt. Hij is tevens de man achter namen als Boom!, Jahmirrahman en Iso Starr. In 2004 heeft hij het platenlabel Mixmash Records opgericht. De naam 'Laidback Luke' komt van Snoop Dogg's Gin & Juice, waarin de tekst 'laid back' voorkomt, de alliteratie met Luke's voornaam was toen snel gemaakt.

## Biografie
Luke is geboren in Manila, uit een Nederlandse vader en een Filipijnse moeder. Zijn vader was daar actief in de ontwikkelingshulp. Toen Luke vier jaar oud was vestigde het gezin zich echter in Nederland. 
In 1991 kwam Laidback Luke voor het eerst in aanraking met het maken van elektronische muziek door een vriend met een Amiga-computer. Hij besefte toen dat hij dat zelf ook wilde en begon op zijn eigen computer met het maken van muziek. Toen in 1994 Dobre van The Goodmen kwam draaien op een schoolfeest vroeg Luke of hij een demo op kon sturen. Dat mocht, en nadat Dobre feedback had gegeven over de demo kocht Luke een nieuwe synthesizer. Luke en Dobre bleven met elkaar in contact. Dobre gaf tips en aanwijzingen, waarna Luke in 1995 een platencontract van het platenlabel van Dobre, Groove Alert. Datzelfde jaar brengt Laidback Luke zijn eerste twee platen uit: Loud Flava Volume 1 en Loud Flava Volume 2.
In 1996 breekt hij internationaal door met het nummer Act The Fool en zijn remix van The Stalker van Green Velvet. In dat jaar begint hij ook als dj. Daardoor weet hij ook beter hoe hij nummers moet aanpassen aan de wensen van dj's. In 1997 breekt hij dan ook als DJ internationaal door als hij in de Engelse club Checkpoint Charlie optreedt. In Nederland kent hij zijn doorbraak in 1999 met optredens op Awakenings, I Love Techno, Dance Valley en de Fast Forward Dance Parade. Hij brengt in dat jaar ook zijn eerste album uit: Psyched Up, The Early Works.
In 2001 heeft Luke zijn livedebuut op Noorderslag. Ook komt zijn single Rocking With The Best uit, die een succes wordt. Verder wordt Laidback Luke genomineerd voor drie Lucky Strike Dance Awards: beste producer, beste techno/techhouse DJ en grootste doorbraak. In 2002 komt Luke's album Electronic Satisfaction uit.
In 2003 maakt Laidback Luke samen met Joost van Bellen, Ronald Molendijk, Aardvarck, Lemon8 en Steve Rachmad een remix van de Matthäus Passion van Bach. Het muziekstuk wordt op 17 april in de Melkweg in Amsterdam opgevoerd. Verder wordt zijn hitsingle We Can Not Get Enough de Dance Valley Theme 2003. Ook verschijnt zijn Windmill Skill (een complete livemix vernoemd naar een van de kenmerkende dingen van Nederland: molens).
Luke werkt in 2004 nogmaals met klassieke muziek. Dit keer mixt hij klassieke samples met moderne dancemuziek in het kader van MTV Fusion in het Amsterdams Concertgebouw. Het optreden verschijnt op televisie en er wordt een single van gemaakt.
Sinds oktober 2008 heeft Luke een wekelijkse radioshow op de Franse radiozender Radio FG, op vrijdagnacht mixt hij hier een uur lang.

### Forum
Sinds 2001 heeft Laidback Luke een forum, waarop hij en anderen tips geven op muzikaal gebied. Het gaat hier dan vooral om hulp bij het produceren van tracks, maar er wordt ook muziek uitgewisseld. Laidback Luke geeft ook feedback op tracks. Als hij een track erg goed vindt dan draait hij deze ook in zijn sets. Het is ook mogelijk dat de track een release krijgt op zijn eigen label Mixmash Records. Een aantal bekende DJ's die Luke via het forum heeft geholpen met produceren zijn: Steve Angello, Afrojack, Avicii, Quintino, Sandro Silva en Bart B More.

## Kungfu

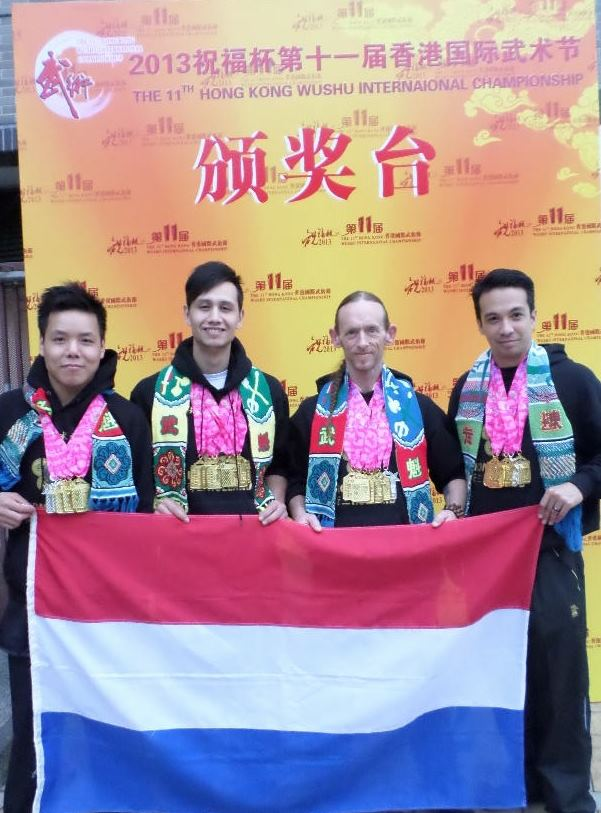
Team Kung Fu Holland, Hong Ying Leiden, met Laidback Luke (rechts)

Laidback Luke deed in 2013 met succes mee aan het WK Kungfu te China, met Team Kung Fu Holland, van Hong Ying Leiden, waar vooral Choy Li Fut beoefend wordt. Het team, inclusief de sifu (leraar/meester) bestaande uit totaal vier personen kwam terug met 23 gouden medailles en 5 zilveren. Laidback Luke deed in 2013 zo'n 11 jaar aan Kungfu.
Tijdens zijn toer door de Verenigde Staten, in het najaar van 2013, werd Laidback Luke enige tijd vergezeld door zijn sifu Mark Horton, die hem in vorm hield en hier en daar te gast was in een kungfuschool.
Op 19 maart 2017 eindigde het WK-Kungfu te China, waar Laidback Luke en zijn sifu Mark Horton meededen. Horton ging voor een record en haalde dat ook, hij haalde acht gouden medailles in de discipline tai chi voor de school Hong Ying Wuguan. Van Scheppingen ging ook niet met lege handen naar huis en haalde een aantal medailles.
Op 3 september 2017 haalde hij de zwarte sash (zwarte band) bij Hong Ying Wuguan Leiden, na een lange reeks testen en mag zich nu 'sifu' noemen. De instructeursband (rode sash) was al een aantal jaar in het bezit van Van Scheppingen.

## Discografie

### Albums
| Album met eventuele hitnotering(en) in de Nederlandse Album Top 100 | Datum van verschijnen | Datum van binnenkomst | Hoogste positie | Aantal weken | Opmerkingen |
| ------------------------------------------------------------------- | --------------------- | --------------------- | --------------- | ------------ | ----------- |
| Electronic Satisfaction                                             | 2002                  | -                     |                 |              |             |
| Windmill skill                                                      | 2003                  | -                     |                 |              |             |
| Focus                                                               | 2015                  | -                     |                 |              |             |

### Singles met hitnotering
| Single met eventuele hitnotering(en) in de Nederlandse Top 40 | Datum van verschijnen | Datum van binnenkomst | Hoogste positie | Aantal weken | Opmerkingen                                                   |
| ------------------------------------------------------------- | --------------------- | --------------------- | --------------- | ------------ | ------------------------------------------------------------- |
| Rocking with the best                                         | 2001                  | -                     |                 |              | Nr. 92 in de Single Top 100                                   |
| Popmusic                                                      | 2002                  | -                     |                 |              | met Jay Underground / Nr. 94 in de Single Top 100             |
| We can not get enough! (Dance Valley theme 2003)              | 2003                  | 23-08-2003            | 28              | 3            | met MC Marxman / Nr. 5 in de Single Top 100                   |
| More than special                                             | 2004                  | -                     |                 |              | met Pimsmit / Nr. 98 in de Single Top 100                     |
| Get dumb                                                      | 2007                  | -                     |                 |              | met Axwell, Ingrosso & Angello / Nr. 45 in de Single Top 100  |
| Step by step                                                  | 2009                  | -                     |                 |              | met Gregor Salto & Mavis Acquah / Nr. 65 in de Single Top 100 |
| Till tonight                                                  | 09-08-2010            | -                     |                 |              | met Jonathan Mendelsohn / Nr. 83 in de Single Top 100         |

| Single met hitnotering(en) in de Vlaamse Ultratop 50 | Datum van verschijnen | Datum van binnenkomst | Hoogste positie | Aantal weken | Opmerkingen             |
| ---------------------------------------------------- | --------------------- | --------------------- | --------------- | ------------ | ----------------------- |
| Till tonight                                         | 2010                  | 28-08-2010            | tip41           | -            | met Jonathan Mendelsohn |
| Natural disaster                                     | 03-10-2011            | 29-10-2011            | tip49           | -            | met Example             |